# مدينة بربروسا

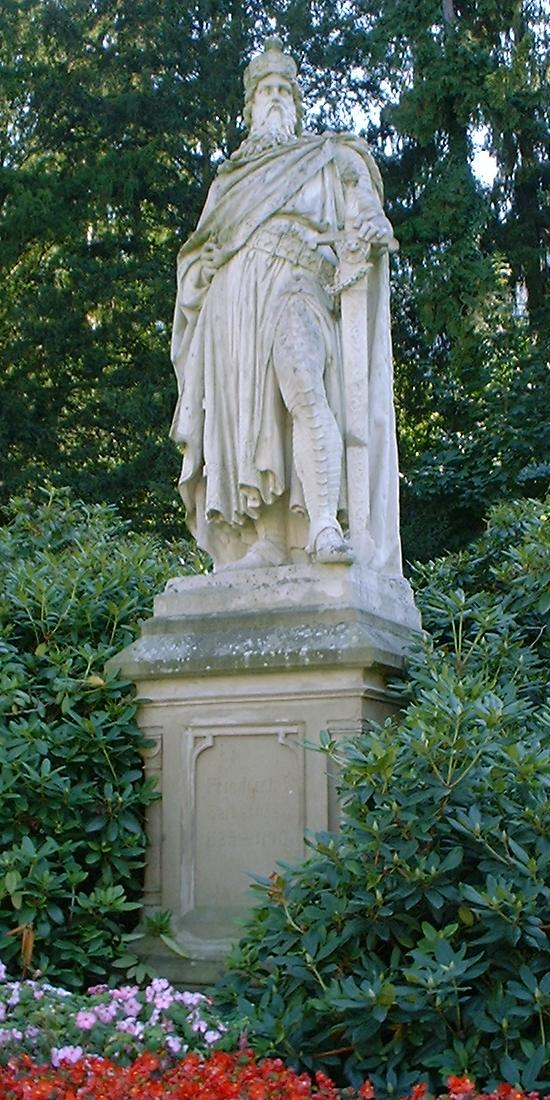
نصب تذكاري للقيصر فريدريش الأول بربروسا في زِنصِش

مدينة بربروسا هو لقب خمس مدن ألمانية بسبب الإقامة القصيرة أو الطويلة للقيصر الإشتَوفِيّ فريدريش الأول بربروسا في هذه المدن أو بالقرب منها.

## زنصش
زِنصِش أو زِنتسش هي مدينة تقع على نهر الرَّيْن الأوسط في منطقة أرفَيلر. سكنها الشعب القلطي والرومي في التاريخ المبكر، وقد ذُكرت أول مرة عام 762 باسم البلاط الملكي الفرنجي. شهدت المدينة ذروتها في القرنين الثاني عشر والرابع عشر لأنها كانت مقرًا للقيصر في بلاتنة القيصرية، والذي زاره في كثير من الأحيان الملوك والأباطرة والقياصرة الألمان، أربع مرات من قبل بربروسا. ولهذا السبب تسمى هذه المدينة مدينة بربروسا أيضًا.
استخدم الماضي التاريخ لمدينة زنصش في السنوات الأخيرة لأغراض السياحة أكثر من ذي قبل. هكذا تزين النسخة الحديثة من «رأس بربروسا» الكتيبات والأعلام. يوجد سوق بربروسا الذي يعود للقرون الوسطى في عطلة نهاية الأسبوع الثانية من شهر سبتمبر/أيلول وسوق القيصر في معرض زنصش الترفيهي. تتمتع «علامة بربروسا» بشعبية كبيرة لأنها سوق تخفيض. تعد حلوى بربروسا وخاصة «إكسير بربروسا» والنبيذ الأحمر البربروسي من الأمثلة الأخريات على التسويق.

## قيصرلوطرن

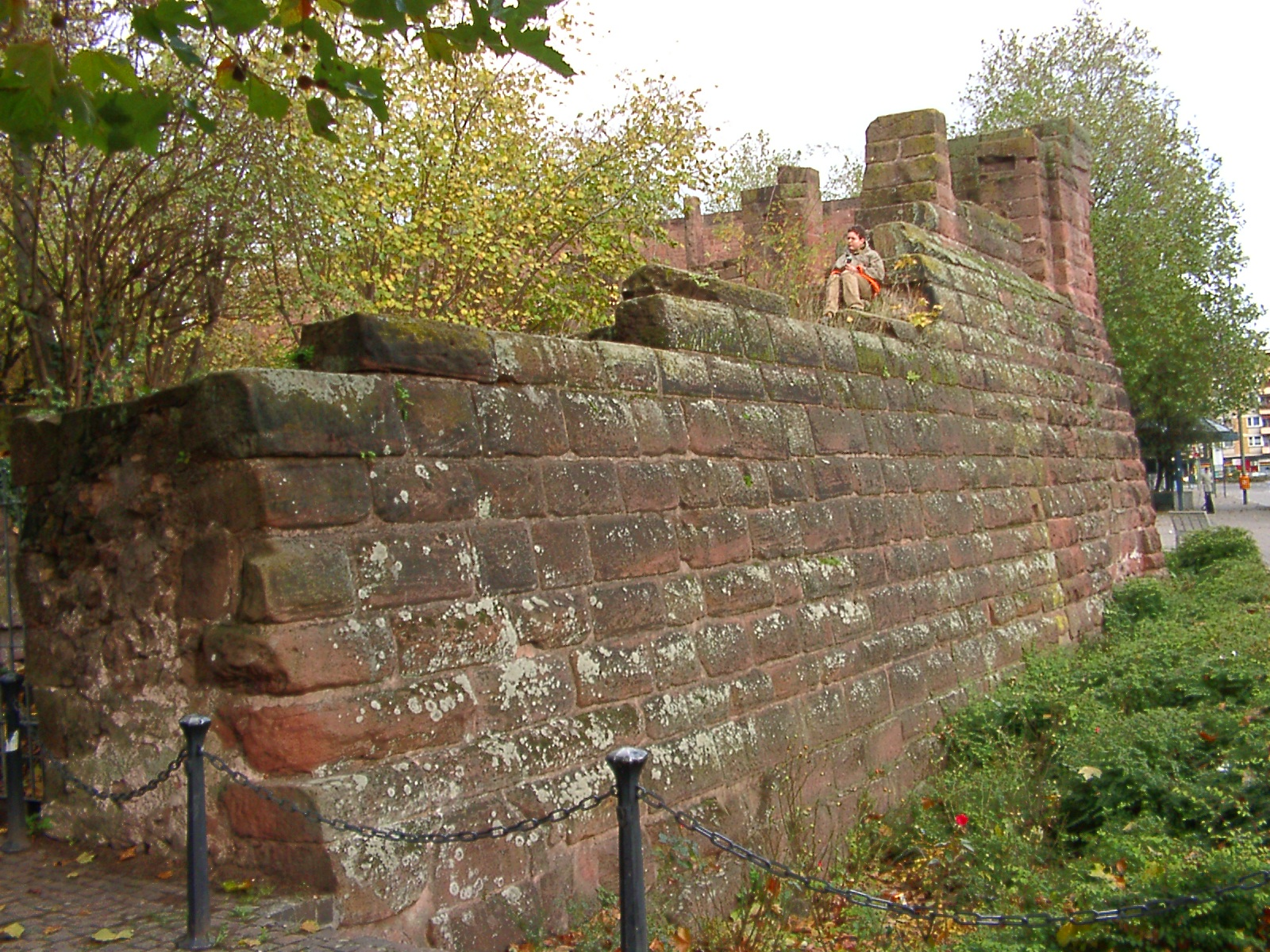
القصر القيصري (برج أو قلعة بربروسا) في قيصرلوطرن

بدأ تاريخ استيطان قيصرلوطرن أو كايزرسلاوترن، المدينة الصناعية والجامعية الواقعة على الحافة الشمالية لغابة بلاتنة في أوائل الألفية الخامس قبل الميلاد.
بنى الحكام الساليون قلعة في موقع دار البلدية الحالية نحو عام 1100. بين عامي 1152 و115 أمر الإمبراطور الإشتوفي فريدريش الأول بربروسا بتوسيع هذه القلعة إلى قصر. ساهم نهر لوطر بالمياه لتشغيل مطحنة وإقامة خندق وقاية وبركة قلعة. كان للقلعة جدران وأبراج صلبة مصنوعة من حجر الرمل أو الحُثّ الأحمر. حوى غرف معيشة جميلة ذات سجاد وصور رائعة وكُنَيسة، والعديد من الغرف المجاورة وقاعة إمبراطورية كبيرة. كان القصر الإمبراطوري يقع في وسط مدينة قيصرلوطرن، أسفل قاعة المدينة الجديدة مباشرةً. جعل الإمبراطور من لوطَرن مركزًا لسيادة الإشتَوفين وبدأت ذروة الاستيطان. ذُكِر القصر الإمبراطوري أول مرة في عام 1172.
في عام 1176، أسس الإمبراطور بربروسا مستشفى. لم يبق إلا أسس كنيسة الرعية الرومية المتأخرة التي بنيت في ذلك الوقت. بدأ بناء الجوقة القوطية المبكرة للكنيسة الحالية Stiftskirche نحو عام 1260.
يلعب اسم بربروسا دورًا في المنطقة المحيطة أيضًا. فعلى سبيل المثال سُمِّيَ أحد مسارات الدراجات الهوائية في المنطقة اسم مسار بربروسا. يظهر بربروسا بالإضافة إلى ذلك في اسم وشعار مخبز بربروسا الذي يدير فروعًا في جميع أنحاء بلاتنة وزَرلَند.

## ألتنبرج

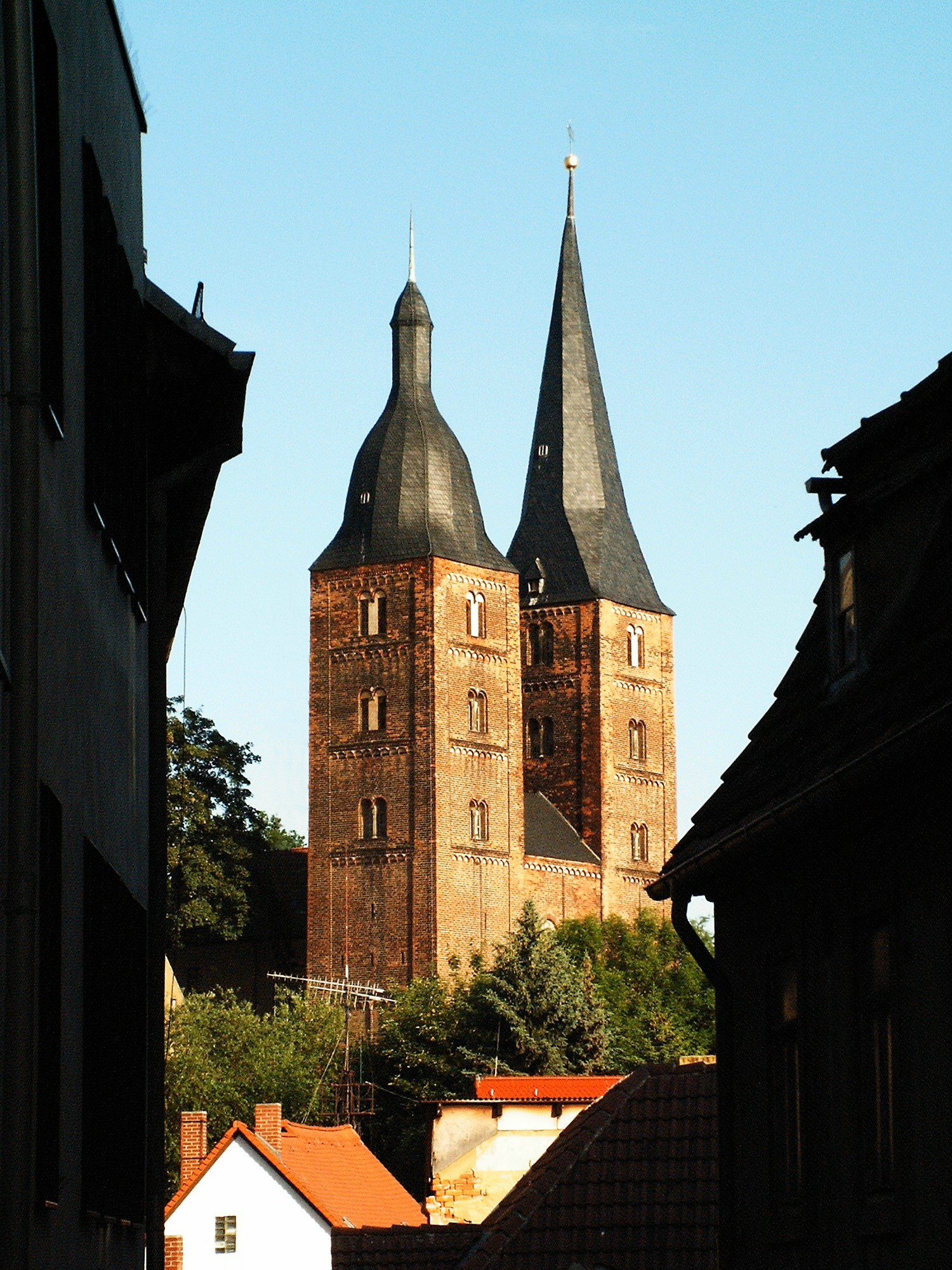
القمم الحمراء لكنيسة ماريا السابقة التابعة للدير الأوغسطيني في ألتنبُرج

ألتنبُرج في شرق ولاية تورِنغن تطلق على نفسها أيضًا اسم مدينة بربروسا. ذُكرت ألتنبُرج أول مرة في وثيقة من الإمبراطور أوتو الثاني عام 976. أقام في القصر الإمبراطوري في ألتنبُرج، الذي ورد ذكره أول مرة عام 1132، الإمبراطورُ فريدريش الأول بين عامي 1165 و1188 عدة مرات.